# Clitocella
Clitocella Kluting, T.J. Baroni & Bergemann (lejkorumieniak) – rodzaj grzybów z rodziny dzwonkówkowatych (Entolomaceae).

## Systematyka i nazewnictwo
Pozycja w klasyfikacji według Index Fungorum
Entolomataceae, Agaricales, Agaricomycetidae, Agaricomycetes, Agaricomycotina, Basidiomycota, Fungi.
W 2025 r. Komisja ds. Polskiego Nazewnictwa Grzybów Polskiego Towarzystwa Mykologicznego zarekomendowała dla rodzaju Clitocella nazwę lejkorumieniak.
Gatunki
- Clitocella ammophila (Malençon) Consiglio 2020
- Clitocella borealichinensis L. Fan & N. Mao 2022
- Clitocella himantiigena (Speg.) Silva-Filho & Cortez 2018
- Clitocella pallescens Silva-Filho & Cortez 2018

Wykaz gatunków i nazwy naukowe na podstawie Index Fungorum.